# Merians Stuttgart-Ansichten
Merians Stuttgart-Ansichten entstanden zum Teil während seines Aufenthalts in Stuttgart anlässlich der pompösen Tauffeierlichkeiten für den Sohn des Herzogs im Jahr 1616. Zwischen 1616 und 1643 verwertete der Kupferstecher Matthäus Merian seine Stuttgarter Handzeichnungen und Vorlagen anderer Künstler für Stuttgart-Ansichten, die er als Radierungen in Sammelwerken oder als Einzelblätter herausgab.
Im Jahr 1616 hielt sich Matthäus Merian in Stuttgart auf, um den Tauffeierlichkeiten für den späteren Herzog Friedrich von Württemberg beizuwohnen. Bei dieser Gelegenheit entstand eine Vielzahl von Radierungen, die in einem Buch über die Tauffeierlichkeiten veröffentlicht wurden, darunter ein Bild des Lustgartens und ein Bild des Prachtfeuerwerks, das zum Abschluss der Feierlichkeiten abgebrannt wurde. Auf einem Einzelblatt porträtierte er den Vater des Täuflings, Herzog Johann Friedrich von Württemberg, in einem Reiterbild vor dem Hintergrund einer Stadtansicht von Stuttgart.
In den Folgejahren verwertete Merian seine Stuttgarter Handzeichnungen, aber auch Vorzeichnungen andere Künstler, zur Erstellung von Detailansichten von Stuttgart. Außer zwei weiteren Ansichten des Lustgartens schuf er bis 1643 drei Ansichten der Stuttgarter Seen, drei Ansichten von Cannstatt, vier Ansichten des Dorfs Berg bei Stuttgart und eine Ansicht von Untertürkheim. Sieben dieser Radierungen gestaltete er zur Illustration der Sinnsprüche und Sinngedichte von Emblemen, eine beliebte Kunst- und Literaturgattung der Renaissance. Merians bekannteste Stuttgart-Radierung ist das Vogelschaubild von Stuttgart (siehe Titelbild), auf dem er Stadtansicht und Stadtplan kombiniert.
Im Folgenden werden die 18 bekannten Stuttgart-Ansichten von Matthäus Merian dargestellt.
Hinweis: Schefold-Nummern, zum Beispiel „Schefold 8123“, beziehen sich auf Max Schefolds Katalog „Alte Ansichten aus Württemberg“ (#Schefold 1957).

## Stuttgart

### Ansichten
| „Die Fürst[liche] Statt Stuetgart“, Vogelschaubild von Stuttgart, Kupfertafel von Matthäus Merian, 1638, erste Buchpublikation 1643, 209 × 322 mm. Schefold 7790. Quelle der Abbildung: Faksimile einer kolorierten Fotolithografie, Herausgeber: Stadtmessungsamt Stuttgart, ohne Jahr, online. Blick von der Geroksruhe im Südosten auf die Stadt Stuttgart. Das Vogelschaubild kombiniert Stadtansicht und Stadtplan und ist nicht nach Norden, sondern nach der waagerecht durchs Bild verlaufenden Königstraße (damals „Großer Graben“) orientiert. Innerhalb der Stadtmauer mit ihren Türmen und Toren ist in der Mitte die Innenstadt und rechts davon der Lustgarten zu sehen, dessen „in weiten Teilen unkorrekte“ Wiedergabe von Stefan Gugenhan moniert wird. Oben ist die Reiche Vorstadt mit einem Teil der beiden Seen dargestellt, unten die St. Leonhards-Vorstadt. Unter dem Bildtitel das Stuttgarter Stadtwappen mit springendem Pferd. Rechts oben im Lorbeerkranz das Wappen des Hauses Württemberg. Unten rechts an einer Stange hängender Teppich mit der Bildlegende. Quelle: #Topographia 1643. Literatur: #Merian-Druckgraphik 4, Seite 78, Nummer 84, #Wais 1954.2, Seite 216–219, Tafel 37, #Bach 1896, Seite 79–80, #Schefold 1957, Seite 566, #Gugenhan 1997, Seite 25, #Borst 1973, enthält eine Zusatzlegende mit 77 Indexziffern. |

|  | Reiterbild von Herzog Johann Friedrich von Württemberg mit Ansicht von Stuttgart, Radierung von Matthäus Merian, 1616, 320 × 262 mm. Schefold 7788. Quelle der Abbildung: #Wais 1954.2, Tafel 7. Großes Reiterbild. Nach links auf steigendem Pferd sitzt der Herzog, gerüstet mit Harnisch, in der Rechten das Szepter, in der Linken die Zügel. Oben rechts das württembergische Wappen. Hinten Ansicht der Stadt Stuttgart von Westen. Von der Reinsburg aus bietet sich dem Beschauer die ganze Südwestseite der Stadt mit der Mauer vom Pulverturm (links) über das Rotebildtor, den Folterturm und das Seeltor bis zum Hauptstätter Tor. In der Mitte die Stiftskirche und das Alte Schloss, rechts die Leonhardskirche. Vor der Stadt vollzieht sich ein Aufmarsch von Berittenen und Fußvolk, wie er zu jener Zeit, da Württemberg ein Kontingent an Truppen zum Schwäbischen Kreis zu stellen hatte, üblich war. Quelle: Einzelblatt. Literatur: #Merian-Druckgraphik 1, Nummer 650, Abbildung 384, #Wais 1954.2, S. 170–172, Tafel 7, #Schefold 1957, Seite 566. |

| - → Bildkommentar | „Bey Stuttgart“, Emblem mit Skorpion und Ansicht von Stuttgart, Radierung von Matthäus Merian, 1624, 119 × 164 mm. Schefold 7784. Quelle der Abbildung: #Novae 1624. – Das im Original seitenverkehrte Bild wurde in der Abbildung gespiegelt, daher wird der Bildtitel in Spiegelschrift angezeigt. Ansicht aus Südosten vom Bopser aus. Vorn Mitte: Bopserbrunnen, links Mitte: Ruine der Weißenburg, weiter hinten, von links: Turm des Alten Schlosses, Äußeres Eßlinger Tor (mit zwei Türmen), dahinter das Lusthaus, rechts davon die Lustgartenmauer bis zum Jerusalemsturm, weiter rechts der Wasserturm im Stöckach, im Hintergrund Mitte die Wolframshalde mit dem Dreiecksgalgen (links) und dem hohen eisernen Galgen. Der Skorpion illustriert den Sinnspruch „Clavus clavo tunditur“ („Ein Nagel treibt den andern“) und versinnbildlicht das Sprichwort „Was du nicht willst, das man dir tu, das füg auch keinem andern zu“. Das Sinngedicht lautet: „Verletz nicht, bleibst auch unverletzt, Truck Skorpion, Gifft hast zuletzt“ (Verletze nicht, dann bleibst auch du unverletzt, drückst du den Skorpion, so hast du Gift zuletzt). Quelle: #Novae 1624. Literatur: #Merian-Druckgraphik 1, Nummer 450, Abbildung 230, #Wais 1954.2, Seite 176, Tafel 10, #Schefold 1957, Seite 566. |

### Lusthaus und Lustgarten
| - → Bildkommentar | „Furstlicher Lustgarten zu Stuettgartt“, Radierung von Matthäus Merian nach einer Zeichnung von Georg Donauer, 1616, 232 × 336 mm. Signiert: Matth. Merian fe. (Matthaeus Merian fecit, Ausführung: Matthäus Merian). Unten: Bildlegende. Schefold 8120a. Quelle der Abbildung: #Wais 1954.2, Tafel 8. Stefan Gugenhan: „Die wohl bekannteste Darstellung des Lustgartens ist der Stich ‚Fürstlicher Lustgarten zu Stuettgartt’ von Matthaeus Merian. … Der Stich vermittelt einen guten Eindruck vom Garten und seinen Bauwerken, jedoch weist er zum Teil auffallend verkehrte Proportionen und auch unrichtige Detaildarstellungen auf.“ Quelle: #Repraesentatio 1616. Literatur: #Merian-Druckgraphik 1, Nummer 143, Abbildung 100, #Wüthrich 2007, Seite 81, #Wais 1951.1, Seite 334, #Wais 1954.2, Seite 172, Tafel 8, #Gugenhan 1997, Seite 23–24, #Schefold 1957, Seite 591. |

|  | Lustgarten zu Stuttgart, Federzeichnung von Matthäus Merian, 1624, 108 × 203 mm. Quelle der Abbildung: #Wais 1954.2, Tafel 9. – Vorlage zur Radierung, siehe nächste Abbildung. Stefan Gugenhan: „Das Neue Lusthaus wirkt auf dieser Zeichnung breiter, jedoch erscheint die Neue Rennbahn unverständlicherweise seitlich versetzt.“ Quelle: Staatsgalerie Stuttgart, Graphische Sammlung, Inventarnummer 6101. Literatur: #Merian-Druckgraphik 1, Nummer 516, #Wais 1954.2, Seite 172, Tafel 9, #Gugenhan 1997, Seite 24–25, #Schefold 1957, Seite 591, Staatsgalerie Stuttgart. |

|  | „Lustgarten zu Stutgart“, Radierung von Matthäus Merian, 1624, 109 × 162 mm. Signiert: P. A. Exc. – MMerian fecit (Peter Aubry Excudit – Matthaeus Merian fecit, Druck: Peter Aubry – Ausführung: Matthäus Merian). Abbildung: #Novae 1624. – Als Vorlage diente eine Vorzeichnung von Mattäus Merian, siehe vorige Abbildung. Quelle: #Novae 1624. Literatur: #Merian-Druckgraphik 1, Nummer 516, Abbildung 296, #Wais 1954.2, Seite 172, Tafel 9, #Wüthrich 2007, Seite 81, #Gugenhan 1997, Seite 24–25, #Schefold 1957, Seite 591. |

|  | Emblem mit gespannter Armbrust und Ansicht von Stuttgart, Radierung von Matthäus Merian, 1619, Rundbild, Durchmesser etwa 8 cm. Abbildung: #Zincgref 1666. Das Rundbild ist einer Emblemsammlung von Julius Wilhelm Zincgref entnommen, die 100 Sinnsprüche illustriert und durch vierzeilige Sinngedichte erläutert. Die gespannte Armbrust steht für den Sinnspruch „Ni laxes rumpitur“ („Hart gespannt, bricht bald entzwey“) und versinnbildlicht das Sprichwort „In der Ruhe liegt die Kraft“. Die Stadtansicht zeigt den Lustgarten und rechts das Neue Lusthaus, im Hintergrund von links nach rechts den Neuen Bau, das Alte Schloss, die Stiftskirche und die Alte Kanzlei. Quelle: #Zincgref 1619. Literatur: #Merian-Druckgraphik 2, Seite 138, Nummer 69, Abbildung 96, #Wais 1954.2, Seite 172, #Schefold 1957, Seite 591. |

|  | Feuerwerk im Stuttgarter Lustgarten, 17. März 1616, Radierung von Matthäus Merian nach einer Zeichnung von Georg Donauer, 1616, 357 × 299 mm. Signiert: M. Merian fecit (Mattheus Merian fecit, Ausführung: Matthäus Merian). Abbildung: #Wüthrich 2007, Seite 83. Zum Abschluss der achttägigen Tauffeierlichkeiten für Herzog Friedrich wurde im Stuttgarter Lustgarten ein Feuerwerk abgebrannt. Als Gerüst diente ein Turm auf einem nachgebildeten Schiff, das zwischen zwei Säulen der Alten Rennbahn aufgebaut war. Das Feuer entnahmen die Feuerwerker mit Fackeln aus brennenden Ölbottichen. Rings um die Rennbahn und an den Fenstern des Alten Lusthauses (rechts) drängten sich die Zuschauer. Links das Schießhaus, rechts hinter dem Alten Lusthaus das Alte Schloss. Bildüberschrift (nicht abgebildet): Contrafactur des kunstlichen Feuerwercks so bey des neugebornen Iungen Printzen Friderichen Hertzog zu Wurttemberg & Kindtauffen zu Stuetgart im Lustgarten den 17 Marti Anno 1616 geworffen worden. Quelle: #Repraesentatio 1616. Literatur: #Merian-Druckgraphik 1, Nummer 216, #Wüthrich 2007, Seite 81, #Schefold 1957, Seite 591, Abbildung 288. |

### Seen
|  | „Der See zu Stutgart“, Emblem mit Fröschen und Ansicht des Großen Sees zu Stuttgart, Radierung von Matthäus Merian, 1624, 121 × 167 mm. Schefold 7786. Abbildung: #Novae 1624. – Das im Original seitenverkehrte Bild wurde in der Abbildung gespiegelt, daher wird der Bildtitel in Spiegelschrift angezeigt. Blick auf den Großen oder Unteren See vom Büchsentor aus. Rechts verläuft die Stadtmauer bis zum Seegassentor. Hinten rechts die Uhlandshöhe, links daneben der Ameisenberg und die Berger Kirche, links hinter dem Fuß des Rosensteins der Turm der Cannstatter Stadtkirche. Am Himmel fliegen Störche, einer trägt eine Schlange im Schnabel. „Das Ufer im Vordergrund ist heute die Büchsenstraße, das Ufer rechts die Schloßstraße, der abschließende Damm im Hintergrund die Friedrichstraße. Auf der Seefläche von einst stehen jetzt der Stadtgarten und die Neubauten der Technischen Hochschule“ (heute Hochschule für Technik und Universitätsbibliothek). Der Wahlspruch „Spes altera vitae“ („Hoffnung auf ein anderes Leben“) wird illustriert durch das Sinngedicht „Frosch lebt im Lentz Winterszeit todt, Vom Tod erweckt Mensch lebt durch Gott“. Quelle: #Novae 1624. Literatur: #Merian-Druckgraphik 1, Nummer 452, Abbildung 232, #Wais 1954.2, Seite 177, Tafel 11, #Schefold 1957, Seite 566. |

|  | „Der große See zu Stuttgart mit Wäscherinnen“, Radierung von Matthäus Merian, 1616/1617, 128 × 165 mm. Signiert (unter dem Bild, nicht abgebildet): Math. Merian. fecit et excu. Oppenheimi (Mattheus Merian fecit et excudit Oppenheimi, Ausführung und Druck: Matthäus Merian, Oppenheim). Quelle der Abbildung: #Merian-Druckgraphik 1, Abbildung 112. – Das im Original seitenverkehrte Bild wurde in der Abbildung gespiegelt. Blick auf den Großen oder Unteren See vom Seegassentor aus. Links die Stadtmauer, rechts ein Bauernhaus mit Magd, Leiter, Misthaufen, Ziege und Hund, dazwischen drei Wäscherinnen. Im See ein Reiter und ein Schwan. Oben rechts in der Luft ein fliegender Merkur. Quelle: Einzelblatt. Literatur: #Merian-Druckgraphik 1, Nummer 233, Abbildung 112 (Radierung), 401 (Vorzeichnung, seitenrichtig), #Schefold 1957, Seite 566. |

|  | „Schießreyn zu Stutgart“, Emblem mit Tintenfisch und Ansicht des Schießrains am Büchsensee zu Stuttgart, Radierung von Matthäus Merian, 1624, 120 × 163 mm. Schefold 7785. Quelle der Abbildung: #Novae 1624. – Das im Original seitenverkehrte Bild wurde in der Abbildung gespiegelt, daher wird der Bildtitel in Spiegelschrift angezeigt. Blick auf den Oberen oder Büchsensee mit dem links am Ufer gelegenen Büchsen- oder Schießhaus und dem Schießplatz mit den Zielscheiben. Der Sinnspruch „Νόμος καὶ χῶρα“ („Andere Länder, andere Sitten“) wird illustriert durch das Sinngedicht „So manch Land, so manch Sitten sind, Nachm Ort verkert Farb Pulpe gschwind“ (… je nach Ort wechselt der Tintenfisch die Farbe). Quelle: #Novae 1624. Literatur: #Merian-Druckgraphik 1, Nummer 453, Abbildung 233, #Wais 1954.2, Seite 177–180, 115–116, Tafel 11, #Schefold 1957, Seite 566. |

## Bad Cannstatt
|  | „Der Neckar bei Kannstatt“, Radierung von Matthäus Merian, 1624, 112 × 149 mm. Signiert: P. A. Ex. – Merian fec. (Peter Aubry excudit – Mattheus Merian fecit, Druck: Peter Aubry – Ausführung: Matthäus Merian). Schefold 8787. Quelle der Abbildung: #Novae 1624. Blick auf eine weite Tallandschaft mit sich windendem Neckar bei Cannstatt, vorn links eine Anhöhe mit einer verkrüppelten Eiche, darunter zwei Jäger mit sechs Hunden, dahinter eine Anhöhe mit einem Schloss, hinten links über dem Tal ein Dorf mit einer Kirche, rechts die Cannstatter Stadtkirche und am Ufer der Brückenturm mit dem Neckartor, im Hintergrund hohe Berge. Quelle: #Novae 1624. Literatur: #Merian-Druckgraphik 1, Nummer 517, Abbildung 297, #Schefold 1957, Seite 638. |

|  | „Kanstatt“, Emblem mit Kuckuck und Ansicht von Cannstatt, Radierung von Matthäus Merian, 1624, 120 × 164 mm. Schefold 8788. Quelle der Abbildung: #Novae 1624. Blick von Nordosten auf den Neckar und die Neckarbrücke, zu beiden Seiten Cannstatt, links die Stadtkirche und am Ufer der Brückenturm mit dem Neckartor. Vorn links räubert auf einem verkrüppelten Baum ein Kuckuck im Nest seines Brutwirts. Rechts davon ein querliegender Dornstrauch und ein Jäger mit Hund. Im Hintergrund rechts das Dorf Berg mit der Berger Kirche. Der undankbare Gauch (Kuckuck), der im Nest seines Brutwirts räubert, illustriert den Sinnspruch „Mundi gratia“ („Undank ist der Welt Lohn“). Quelle: #Novae 1624. Literatur: #Merian-Druckgraphik 1, Nummer 449, Abbildung 229, #Schefold 1957, Seite 638. |

| „Canstatt“, Blick auf Cannstatt von Südwesten, Radierung von Matthäus Merian, 1643, 105 × 324 mm. Schefold 8790. Quelle der Abbildung: #Topographia 1643. Blick von Südwesten auf den Neckar mit Neckarbrücke, zu beiden Seiten Cannstatt, rechts die Stadtkirche und am Ufer der Brückenturm mit dem Neckartor. Im Hintergrund links das Dorf Münster. Rechts ein kleiner Weiler (irrtümlich als „Berck“ = Berg bezeichnet) mit der Uffkirche. In der Ecke rechts oben das Wappen von Cannstatt mit dem Symbol einer Abendmahlkanne. Quelle: #Topographia 1643. Literatur: #Merian-Druckgraphik 4, Seite 71, Nummer 28, #Schefold 1957, Seite 638, #Hagel 2007, Seite 54. |

## Berg
|  | „Berck am Necker“, Emblem mit Bellerophon und Pegasus und einer Ansicht von Berg am Neckar, Radierung von Matthäus Merian, 1624, 118 × 167 mm. Schefold 8699. Quelle der Abbildung: #Novae 1624. – Das im Original seitenverkehrte Bild wurde in der Abbildung gespiegelt, daher wird der Bildtitel in Spiegelschrift angezeigt. Hoch in den Lüften stürzt Bellerophon von seinem Flügelpferd Pegasus. Zuschauer im Vordergrund sehen dem Todessturz zu. Rechts fließt der Neckar, bei der Neckarbrücke ist Cannstatt mit der Stadtkirche zu sehen. Im Mittelgrund links auf einer Anhöhe die Berger Kirche. Der Sinnspruch „Ne nimis alta pete“ („Wer hoch steigt, fällt tief“) wird illustriert durch Bellerophon, der von seinem Flügelpferd heruntergefallen ist und zur Erde stürzt. Das Sinngedicht lautet: „Steig nicht zu hoch, Bellerophon, Gen Himml reitt, zur Erd felt mit Hohn“. Quelle: #Novae 1624. Literatur: #Merian-Druckgraphik 1, Nummer 459, Abbildung 239, #Wais 1951.1, Seite 85, #Schefold 1957, Seite 632. |

|  | „Bergk bey Stutgart“, Ansicht von Berg bei Stuttgart, Radierung von Matthäus Merian, 1624, 120 × 179 cm. Signiert: P. A. Ex. (Peter Aubry excudit, Druck: Peter Aubry). Schefold 8697. Quelle der Abbildung: #Novae 1624. Blick nach Norden auf das Dorf Berg bei Stuttgart. Rechts eine knorrige Eiche, in der Mitte ein ausladender Laubbaum, zwischen den Bäumen am Weg eine sitzende Frau mit Hotte, ein Wanderer und ein Reiter. Im Mittelgrund ein pflügender Bauer mit Pferd, links auf einer Anhöhe die Berger Kirche. Quelle: #Novae 1624. Literatur: #Merian-Druckgraphik 1, Nummer 497, Abbildung 277, #Schefold 1957, Seite 632. |

|  | Blick nach Norden auf Mühle und Mühlkanal des Dorfs Berg bei Stuttgart, Radierung von Matthäus Merian, um 1620/1622, 111 × 171 mm. Signiert: M. Merian fec. – P. Aub. Ex. (Mattheus Merian fecit – Peter Aubry excudit, Ausführung: Matthäus Merian – Druck: Peter Aubry). Schefold 8698. Quelle der Abbildung: #Merian-Druckgraphik 1, Abbildung 307. – Das im Original seitenverkehrte Bild wurde in der Abbildung gespiegelt. Blick nach Norden auf das Dorf Berg bei Stuttgart. Vorn Mühlkanal, Landleute im Gemüsegarten. Im Mittelgrund die Berger Kirche und die Mühlgebäude. Im Hintergrund Cannstatt mit der Stadtkirche. Quelle: Einzelblatt. Literatur: #Merian-Druckgraphik 1, Nummer 527, Abbildung 307, #Schefold 1957, Seite 632. |

|  | Blick nach Süden auf Mühle und Mühlkanal des Dorfs Berg bei Stuttgart, Radierung von Matthäus Merian, um 1620/1622, 130 × 170 mm. Quelle der Abbildung: #Merian-Druckgraphik 1, Abbildung 308. – Das im Original seitenverkehrte Bild wurde in der Abbildung gespiegelt. Vorne führt eine doppeljochige Brücke über den zum Neckar fließenden Mühlkanal. Von rechts naht ein Mann mit Hund. Links die Vereinigung von Mühlkanal und Neckar. Hinten die Mühlgebäude. Rechts oben auf dem Hügel die Berger Kirche. Quelle: Einzelblatt. Literatur: #Merian-Druckgraphik 1, Nummer 528, Abbildung 308 (Radierung), 402 (Vorzeichnung), #Schefold 1957, Seite 632. |

## Untertürkheim
|  | „Türckheim am Necker“, Emblem mit Ansicht des Dorfs Untertürkheim bei Stuttgart und Bauern mit Kühen, Radierung von Matthäus Merian, 1624, 120 × 167 mm. Schefold 10328. Quelle der Abbildung: #Novae 1624. Links ein Brunnen, dahinter eine knorrige Eiche, rechts eine hohe Linde mit einer Balkengalerie als Laube. Im Hintergrund der Neckar mit der Neckarbrücke und das Dorf Untertürkheim mit der Kirche St. Germanus vor der Zerstörung 1634. Der Sinnspruch „Aut verba, aut verbera“ („Prügel und gute Worte“) wird illustriert durch eine Frau, die zwei Kühe mit Salz lockt, während zwei Bauern die Kühe stoßen und prügeln. Quelle: #Novae 1624. Literatur: #Merian-Druckgraphik 1, Nummer 460, Abbildung 240, #Schefold 1957, Seite 759. |

## Buchpublikationen
- Novae regionum aliquot amaenissimarum delineationes. Ex naturali locorum. Positu de sumptae, et aeri incisae. Per Mattheum Merianum Basiliensem. Anno 1624. Peter Aubry Excudit Argent: Aubry, Straßburg 1624 (online).
- Repraesentatio Der Furstlichen Aufzug Und Ritterspil. So der Durchleuchtig Hochgeborn Furst und Herr Herr Johan Friderich Hertzog zu Württemberg, und Teeckh. Grave zue Montpellgart Herr zu Haidenheim. etc. bey Ihr. Fl. G. Neuwgebornen Sohn Friderich Hertzog zu Württemberg. etc. Fürstlicher Kindtauffen, denn 10. biss auff denn 17 Marty, Anno. 1616. Inn der Fürstlichen HauptStatt Stuetgarten, mit grosser solennitet gehalten. Alles mit sonderem fleiss in truck verfertiget. Durch Esaiam van Hulsen. – Georgius Thonauwer, Inventor, Mattheus Merian. Basiliensis, fecit [Entwurf: Georg Donauer, Ausführung: Matthäus Merian, Basel]. Esaias van Hulsen, Stuttgart 1616 (online).[10]
- Martin Zeiller (Text), Matthäus Merian (Illustration): Topographia Sueviae das ist Beschreib: und Aigentliche Abcontrafeitung der fürnembsten Stätt und Plätz in Ober und Nider Schwaben, Hertzogthum Würtenberg Marggraffschafft Baden und andern zu dem Hochlöbl: Schwabischen Craiße gehörigen Landschafften und Orten. An Tag gegeben undt Verlegt durch Matthaeum Merian. Matthäus Merian, Frankfurt am Main 1643 (online, Wikisource).
- Julius Wilhelm Zincgref: Emblematum Ethico-Politicorum Centuria, Tafel LXIX.
  - Heidelberg : Ammonius, 1619, online.
  - Heidelberg : Ammonius, 1666, online.